# Megacollybia platyphylla
Collybie à lames larges
Espèce
Megacollybia platyphylla, la Collybie à lames larges, est une espèce de champignons (Fungi) agaricomycètes du genre Megacollybia. Il s'agit d'un grand champignon au chapeau franchement fibrilleux caractérisé par la fine épaisseur de sa chair, ses lamelles larges et molles ainsi que son réseau de cordons mycéliens blancs qui lui permet de se nourrir de bois en décomposition dans les forêts de feuillus de l'Europe et de la Sibérie. Étymologiquement, son épithète spécifique « platyphylla » provient du grec ancien πλατύς, platús (« large ») et φύλλον, phýllon (« feuille »), à cause de ses larges lamelles.

## Description

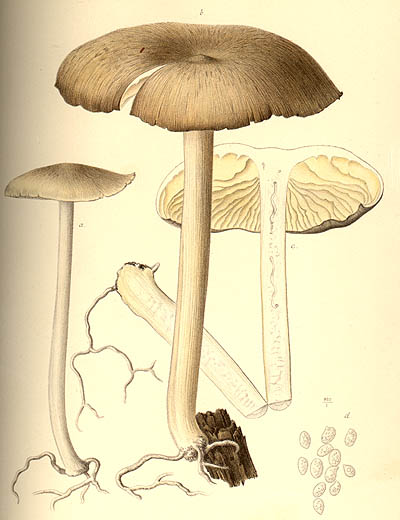
Megacollybia platyphylla, illustration d'Émile Boudier

Megacollybia platyphylla produit un sporophore au chapeau à chair très fine, facilement cassable, de 5 à 12 cm de diamètre, rarement jusqu'à 18 cm. Il est hémisphérique ou en forme de cloche dans sa jeunesse et s'étale en vieillissant, parfois légèrement umbonné et souvent déchiré radialement et fendu à la marge, surtout en conditions sèches. Il est de couleur cendrée, olive, brun-gris à blanchâtre, au centre plus foncé et typiquement strié de fibrilles radiales également plus foncées. Les lamelles, larges et profondes, sont blanchâtres puis crèmes, quasiment libres et ont des arêtes dentelées. La sporée est blanche. La pied fibrilleux et coriace, coloré de blanchâtre à gris pâle voire de gris-brun clair, toujours plus pâle que le chapeau, atteint une hauteur de 5 à 12 cm, rarement jusqu'à 15 cm ; il est charnu jeune, se creusant en vieillissant. Le pied est prolongé par un réseau de longs cordons mycéliens caractéristiques, nommés rhizomorphes, blancs, visqueux-élastiques et mesurant de 1 à 3 mm d'épaisseur. La chair fine est blanchâtre a un parfum absent et une saveur douce à légèrement amère,,.
Megacollybia platyphylla présente des spores non-amyloïdes, incolores-hyalines, lisses, ellipsoïdes mesurant de 6 à 10 μm de long pour 5 à 7 µm de large. Ses basides en forme de massue, à paroi mince, incolores-hyalines, mesurent de 35 à 45 μm de haut pour 7 à 11 μm d'épais et sont composées de boucles de conjugaison basales. Les lamelles présentent des cystides incolores-hyalines sur leurs arêtes (cheilocystides) claviformes ou vésiculaires, mais aucune sur leurs faces (pleurocystides). L'ensemble des hyphes présente des boucles de conjugaison,,.

Megacollybia platyphylla, la Collybie à lames larges
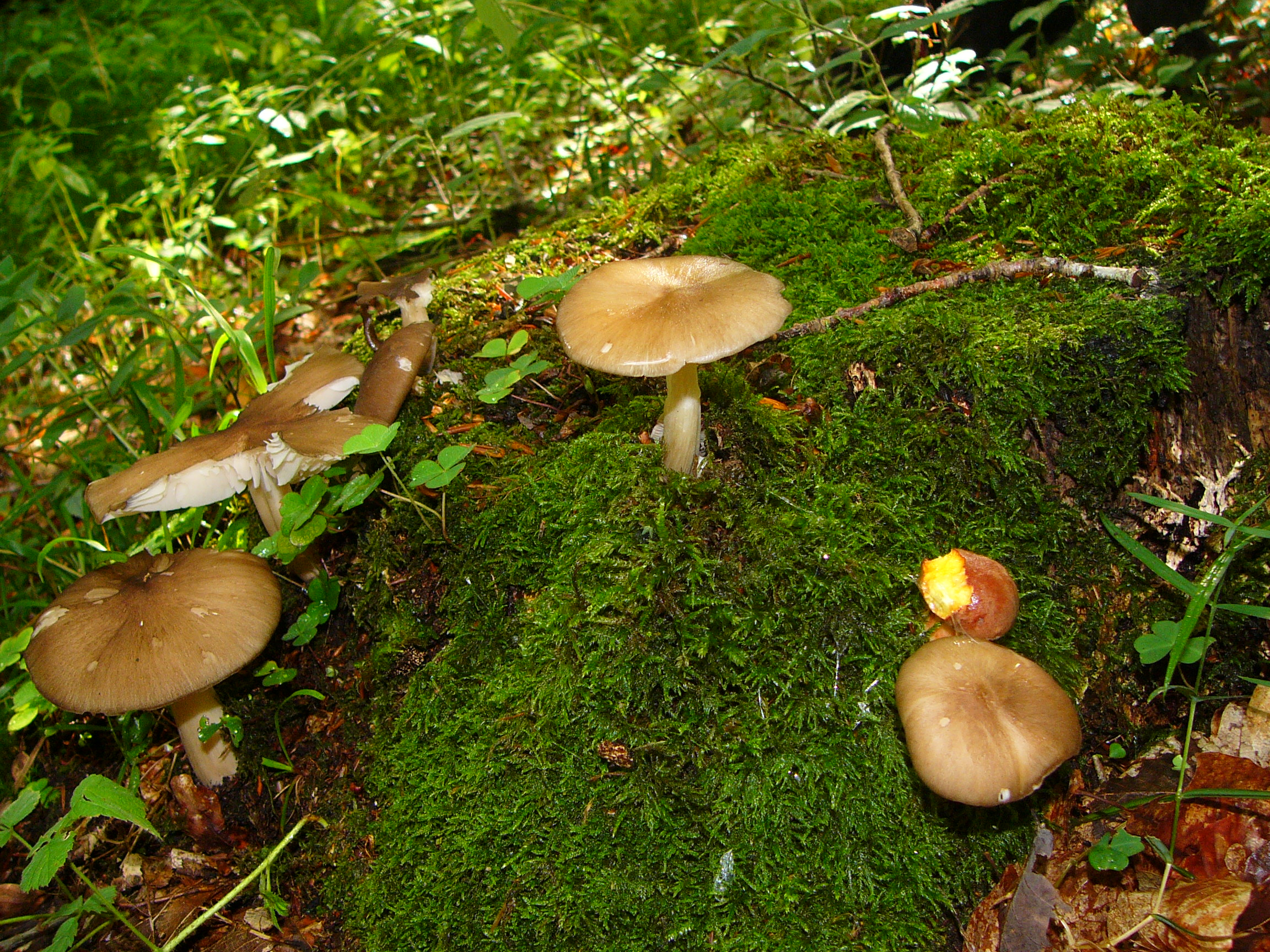
Allemagne
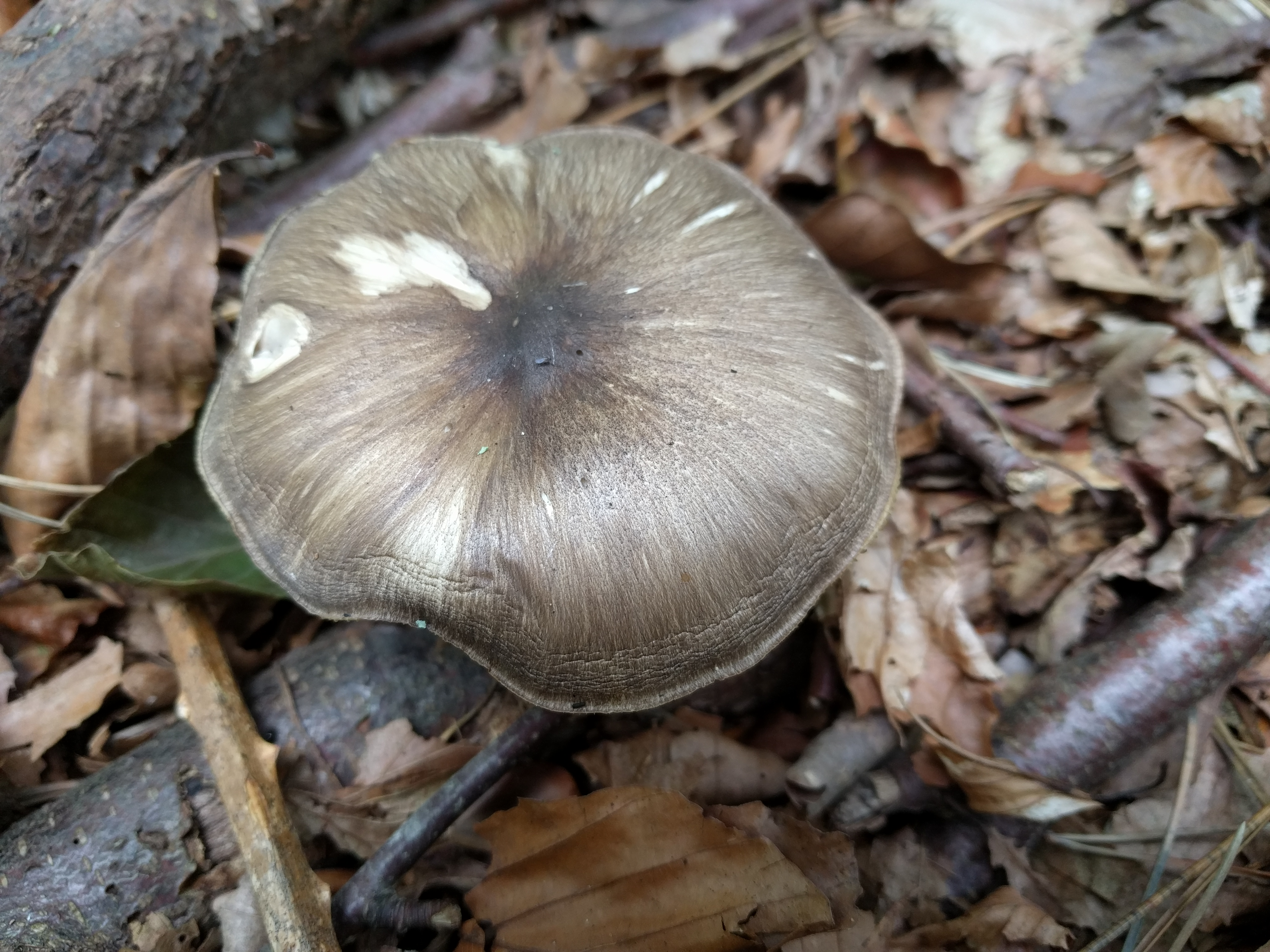
Chapeau fibrilleux
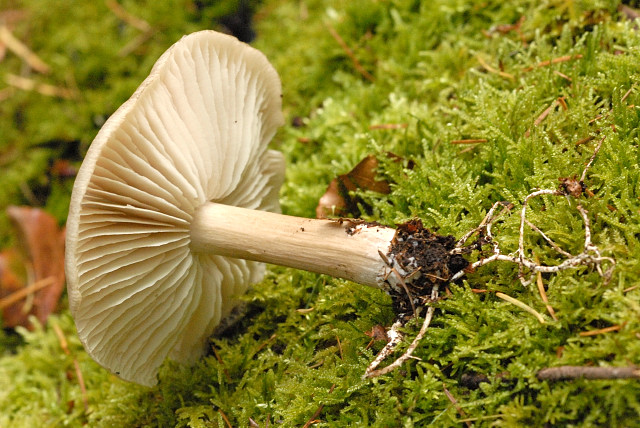
Lamelles et cordons mycéliens.
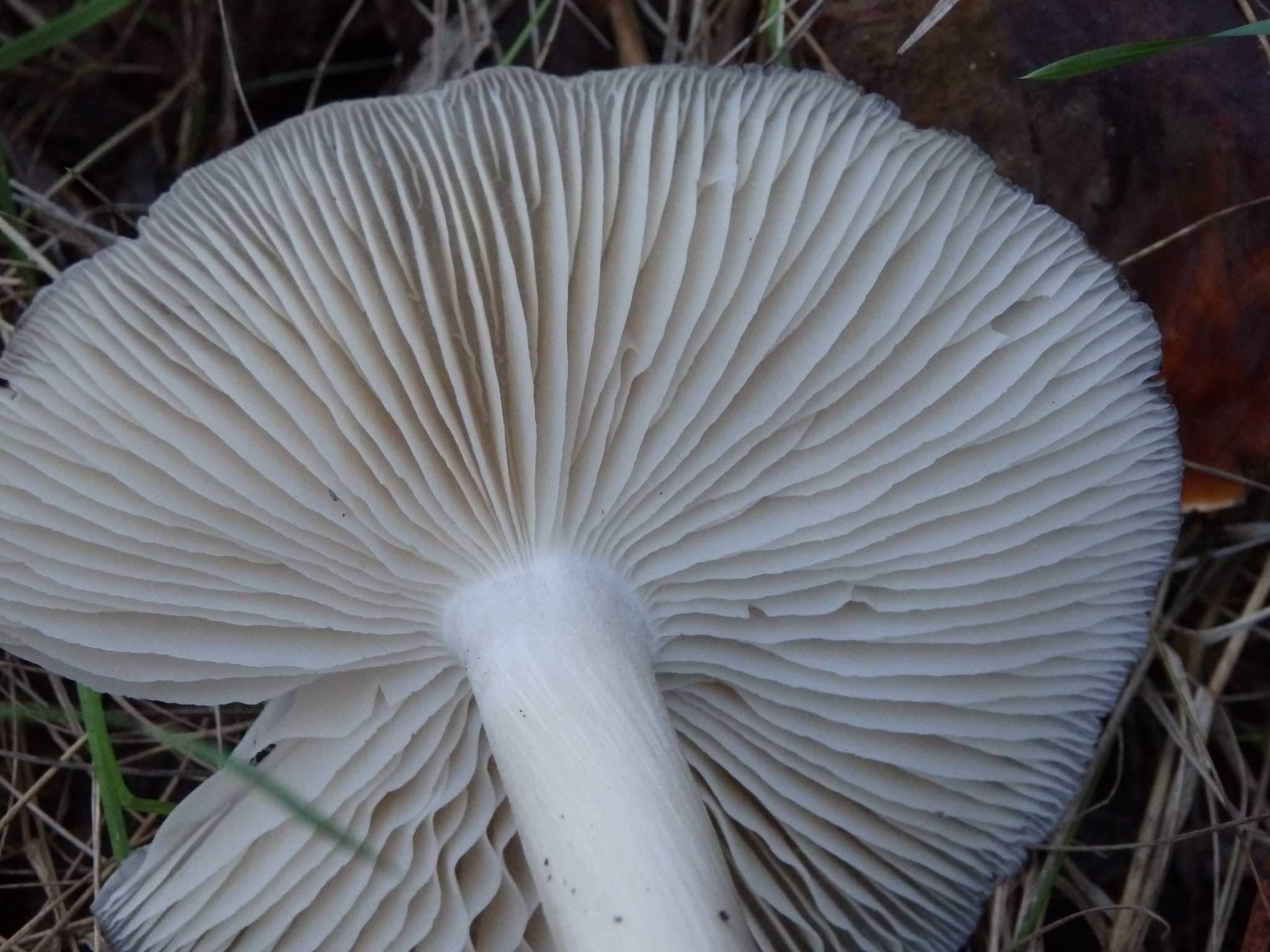
Lamelles
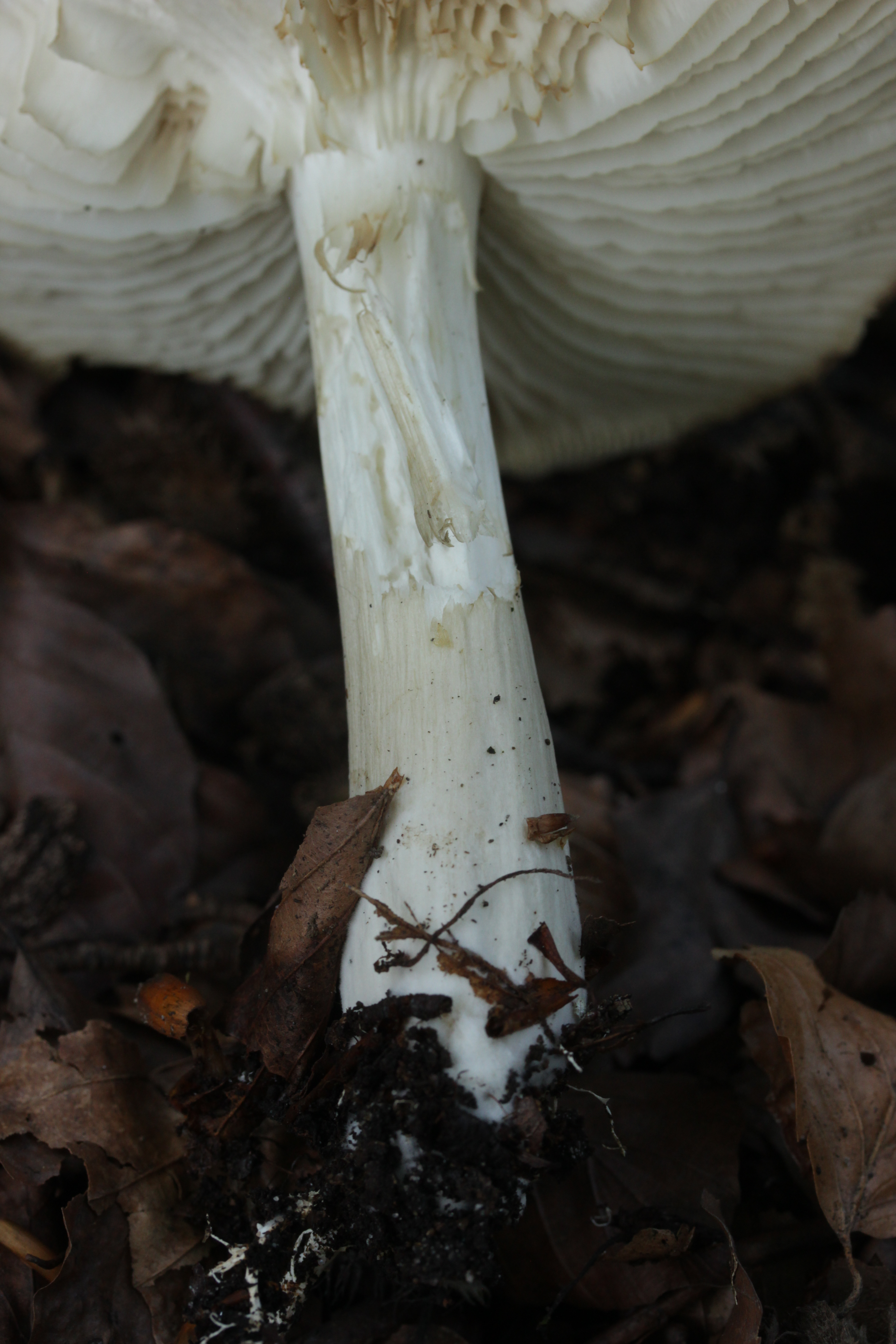
Pied

## Confusions possibles
Les espèces du genre Megacollybia se ressemblent beaucoup et ne sont séparées que depuis la fin des années 2000. En Europe, il existe également Megacollybia marginata qui se distingue principalement par son chapeau brun et ses lamelles foncées, dues à des cheilocystides brunes. Le genre Clitocybula est également très proche par son chapeau fibrillé, mais diffère par ses spores amyloïdes. Enfin Megacollybia platyphylla peut se confondre avec d'autres espèces au chapeau fibrilleux comme Hymenopellis radicata, des Plutées comme Pluteus cervinus et des Tricholomes à l'instar de Tricholoma portentosum, mais la minceur de la chair de son chapeau, ses lamelles larges et molles ainsi ses cordons mycéliens permettront de la différencier,.

Quelques espèces ressemblantes
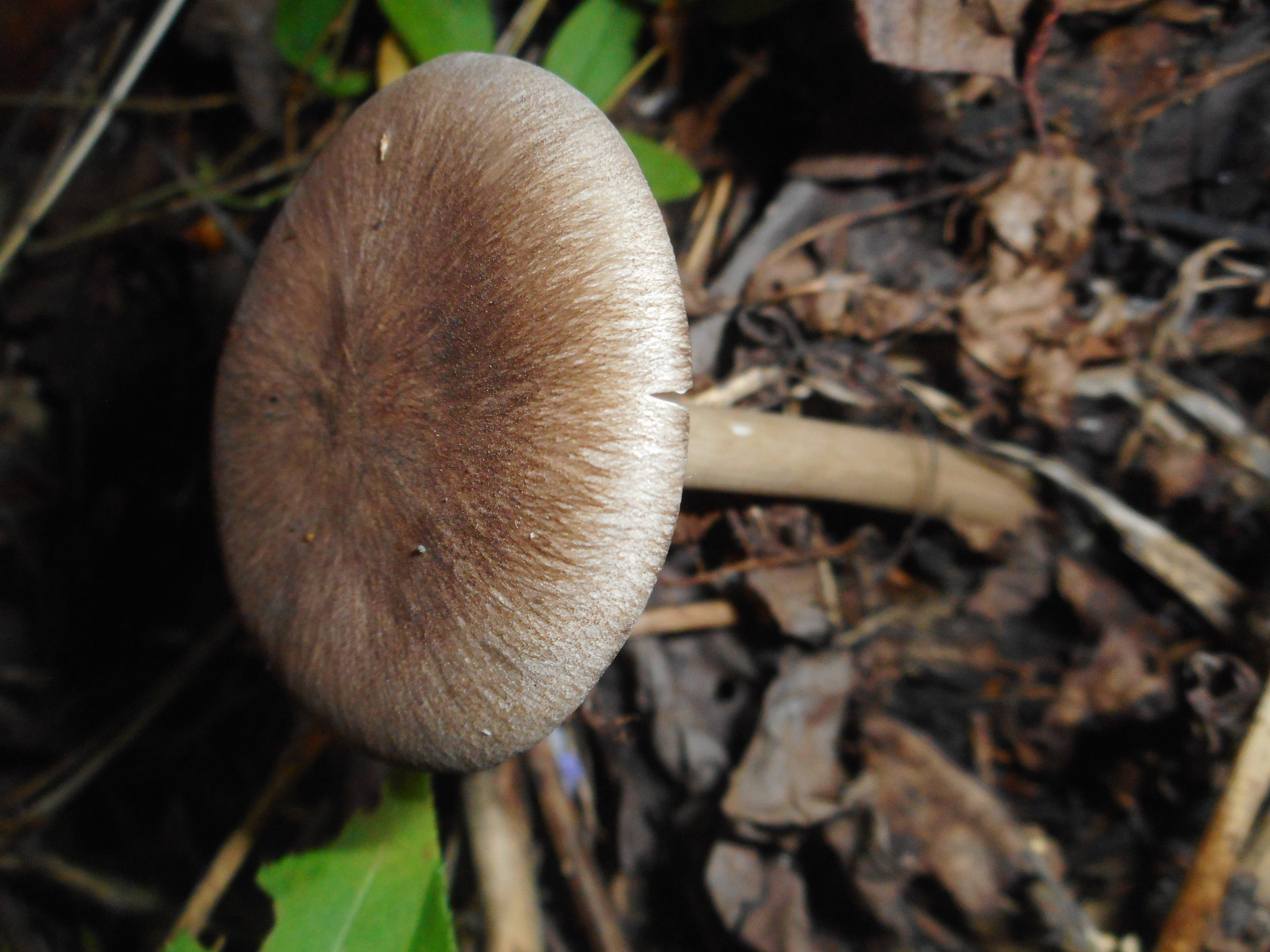
Megacollybia marginata
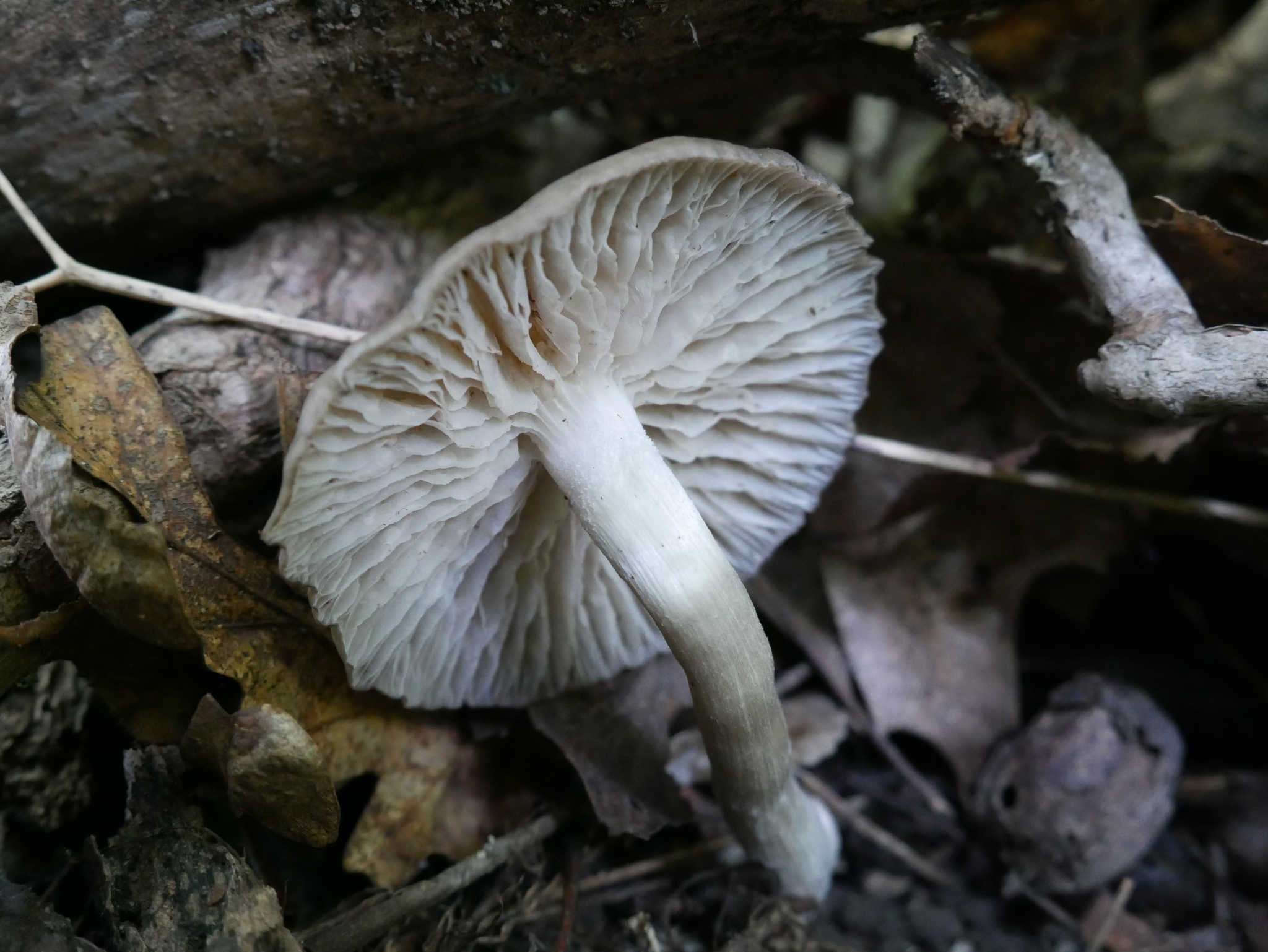
Clitocybula lacerata
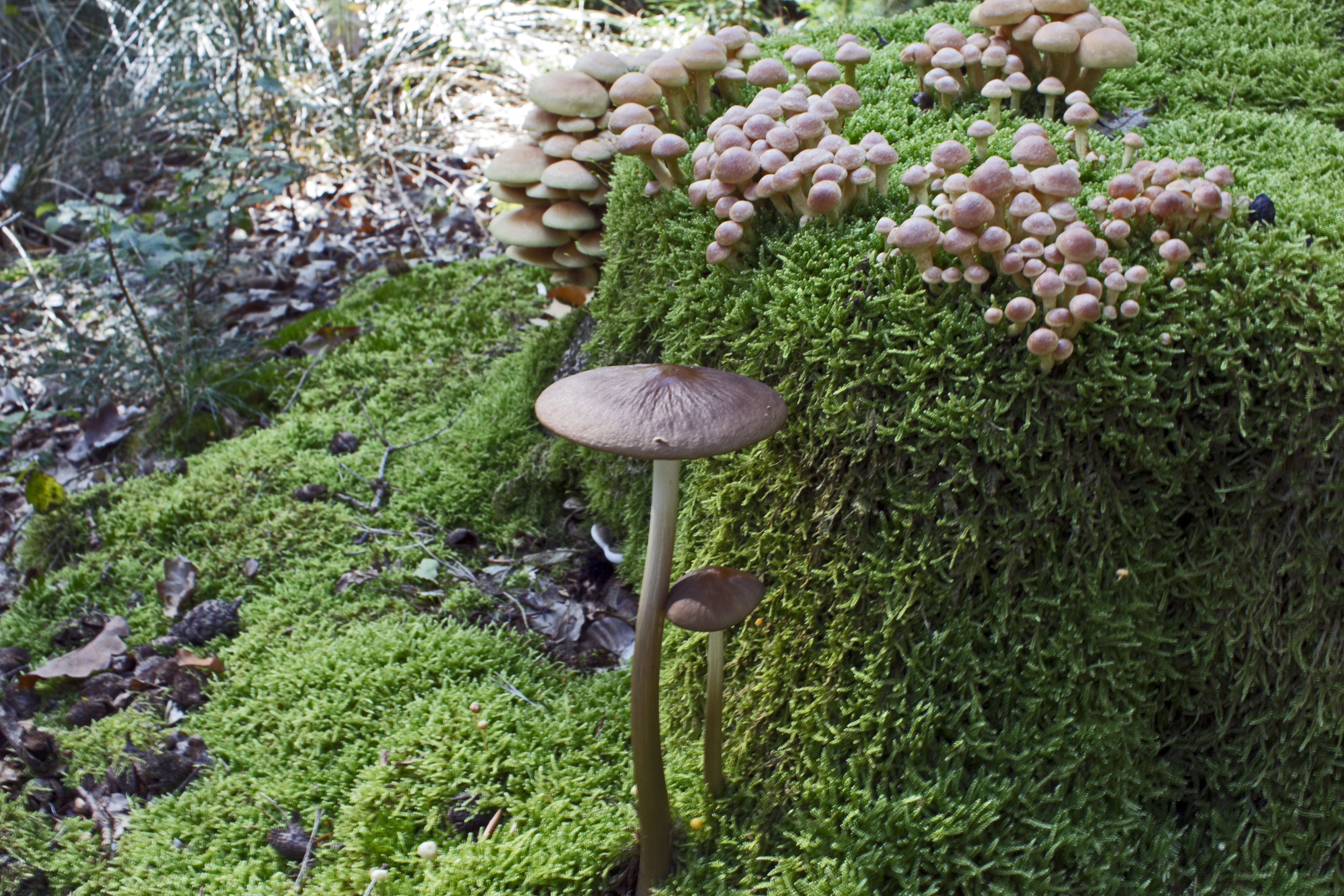
Hymenopellis radicata
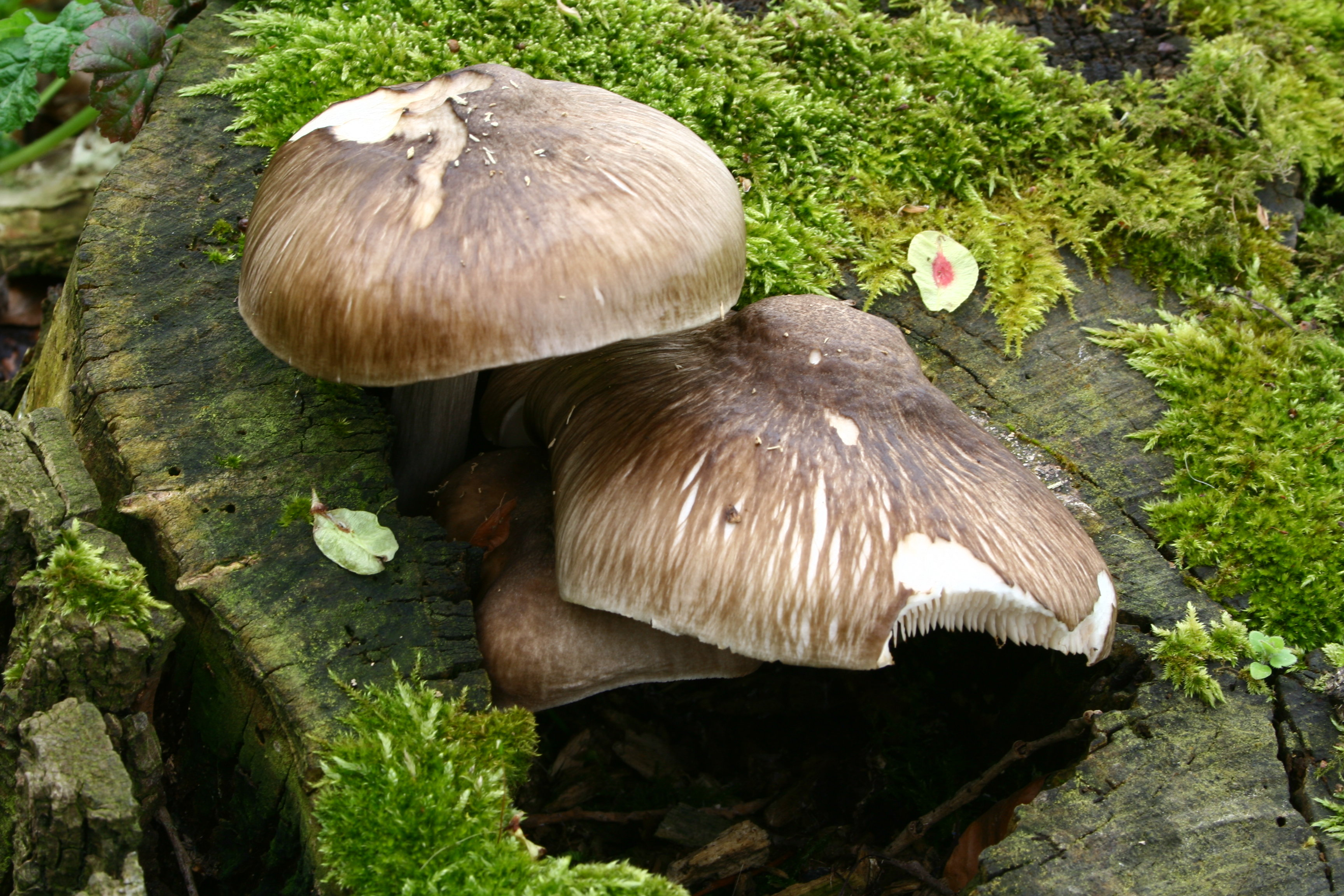
Pluteus cervinus
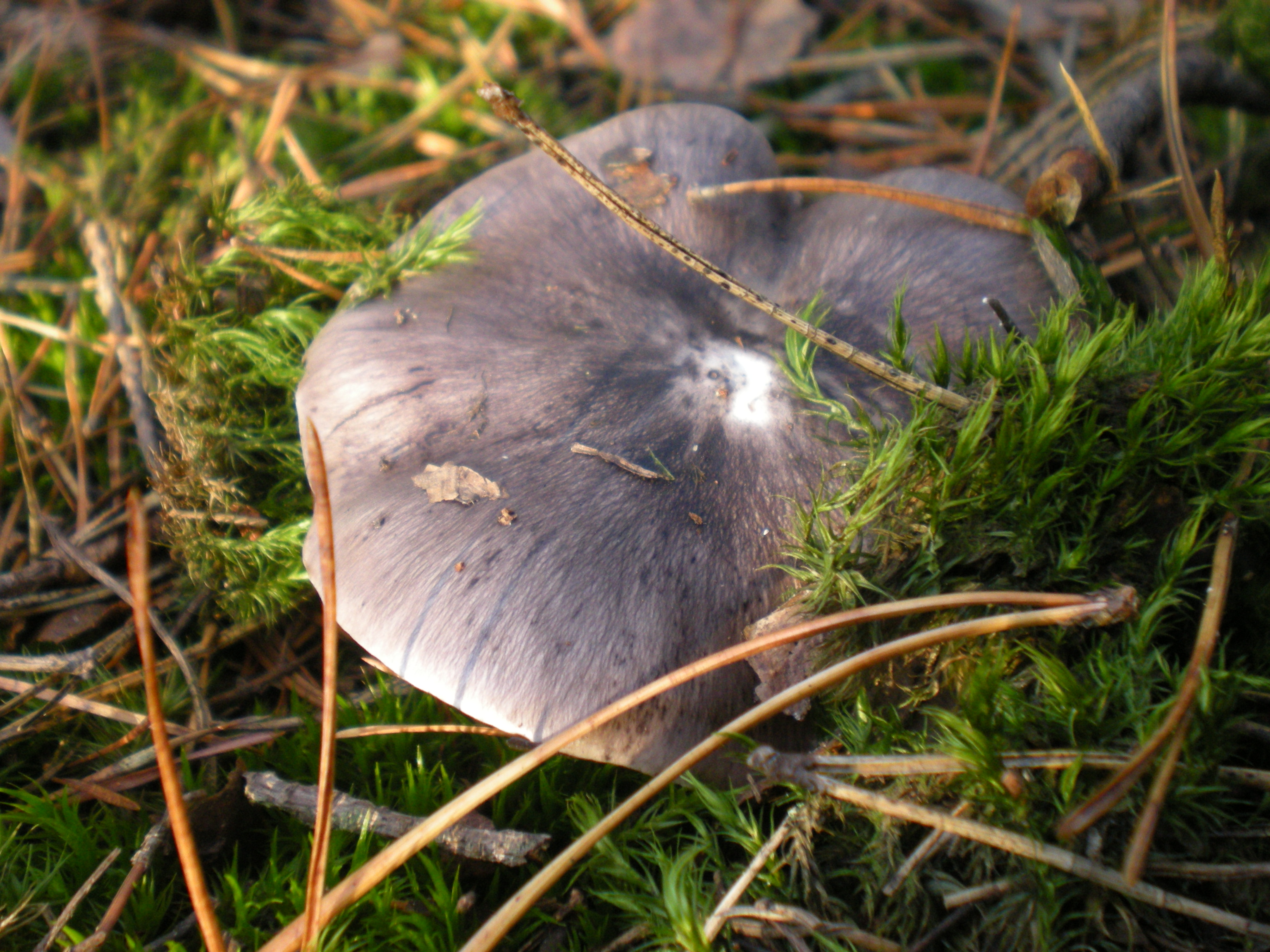
Tricholoma portentosum

## Écologie et distribution
La Collybie à lames larges est un saprotrophe se nourrissant du bois en décomposition de feuillus, rarement de conifères, mais également de faînes de la couche supérieure du sol où elle forme des structures spécifiques s'unissant en cordons mycéliens  blancs, les rhizomorphes, qui peuvent s'étendre sur plus d'un mètre de long. Cette espèce est parmi les premiers champignons à apparaître dans les bois, à la fin du printemps et est visible jusqu'à l'automne,,. 
Son aire de répartition principale est en Europe où elle peut être très commune, mais elle est nettement plus rare dans la zone méditerranéenne qu'en zone tempérée. Elle rayonne vers l'Est jusqu'en Sibérie centrale.

## Usage et toxicité
La Collybie à lames larges a pu être consommée en Italie malgré son amertume en mélange avec d'autres espèces, mais elle est aujourd'hui considérée comme toxique.

## Systématique
Le positionnement systématique de la Collybie à lames larges pose problème. En effet, son pied cartilagineux vrillé et la chair de son chapeau très mince rappelle les Collybies alors que sa silhouette robuste rappelle certains Tricholomes ou certaines Plutées tandis que sa cuticule montre une tendance hymèniforme. De ce fait, elle a été attribuée à un grand nombre de genres par le passé (Agaricus, Collybia, Tricholomopsis, Clitocybula, Oudemansiella, Gymnopus, Hydropus). Elle est assignée depuis 1972 au genre alors monospécifique Megacollybia à cause de ses spécificités. Sa famille est également sujette à débat : elle est aujourd'hui considérée comme un représentant des Marasmiaceae ou des Mycenaceae.
Des études génétiques ont montré que le genre Megacollybia appartient au sous-ordre des Marasmiineae au sein de l'ordre des Agaricales. Mais l'attribution exacte de la famille est laissée ouverte dans les premières études phylogénétiques moléculaires,. Cependant sa proximité génétique avec les genres Atheniella, Clitocybula, Gerronema, Hydropus, Porotheleum et Trogia placerait ce genre dans la famille des Porotheleaceae. 
Considérée dès sa création comme la seule représentante de son genre, Megacollybia platyphylla est éclatée à partir de 2007 en plusieurs espèces distinctes. Trois espèces sont présentes en Eurasie : Megacollybia platyphylla stricto sensu présente de la France à la Russie asiatique, M. marginata, répartie de l'Autriche à la Corée et M. clitocyboidea, distribuée de la Russie orientale au Japon. Les espèces américaines forment un groupe frère des espèces eurasiennes. Quatre espèces sont présentes en Amérique du Nord : M. fallax, M. rodmani, M. subfurfuracea et M. texensis et une en Amérique centrale et en Amérique du Sud : M. fusca.

## Synonymie
Megacollybia platyphylla a pour synonymes :
- Agaricus grammocephalus Bull.
- Agaricus platyphyllus Pers.
- Agaricus platyphyllus var. repens Fr.
- Agaricus platyphyllus var. subulatus Pers.
- Agaricus repens Fr.
- Agaricus subulatus Raddi
- Agaricus tenuiceps Massee
- Clitocybula platyphylla (Pers.) E.Ludw.
- Clitocybula platyphylla (Pers.) Malençon & Bertault
- Collybia grammocephala (Bull.) Quél.
- Collybia grammocephala f. repens (Fr.) Bigeard & Guillemin
- Collybia platyphylla (Pers.) P.Kumm.
- Collybia platyphylla var. repens (Fr.) Gillet
- Collybia platyphylla var. repens P.Karst.
- Collybia platyphylla var. spuria Bres.
- Collybia repens (P.Karst.) Sacc.
- Collybia repens subsp. spuria (Bres.) Sacc.
- Gymnopus platyphyllus (Pers.) Murrill
- Hydropus platyphyllus (Pers.) Kühner
- Oudemansiella platyphylla (Pers.) M.M.Moser